# William Tyndale

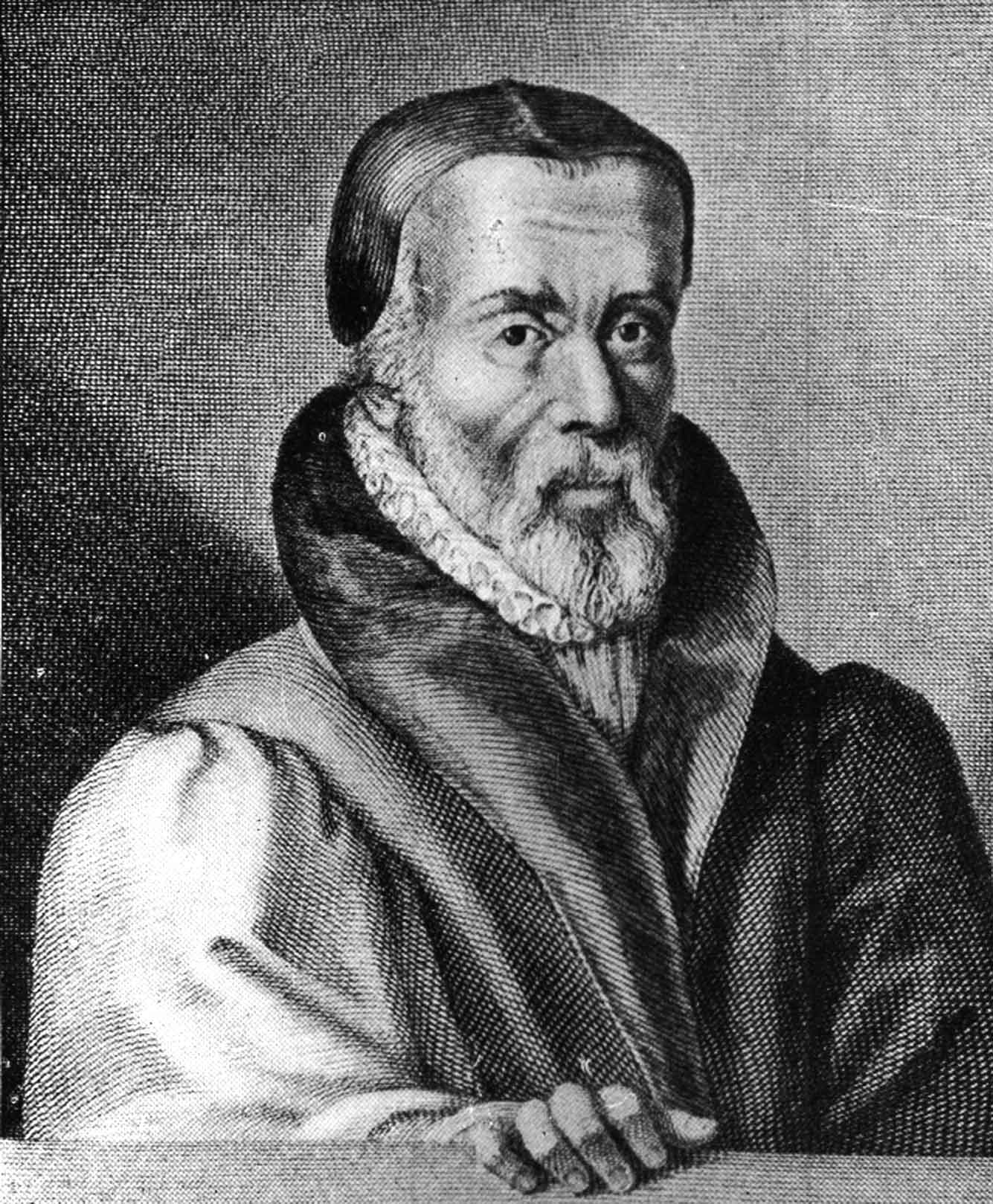
William Tyndale

William Tyndale (inna pisownia nazwiska Tindall lub Tyndall; ur. ok. 1494 koło Dursley w hrabstwie Gloucester, zm. 6 października 1536 w Brukseli) – uczony, tłumacz, autor i reformator protestancki, pierwszy nowożytny tłumacz Biblii na język angielski z języków oryginalnych: hebrajskiego i greckiego.
Był też pierwszym, który dla rozpowszechniania Biblii użył druku.
Biblia była wcześniej przełożona na angielski z łaciny przez Johna Wycliffe’a, lecz Tyndale jako pierwszy stworzył przekład z języków oryginalnych.

## Dzieciństwo i pochodzenie
Urodził się ok. roku 1494, prawdopodobnie w jednej z wiosek w pobliżu Dursley w hrabstwie Gloucestershire. Kształcił się w Magdalen College w Oksfordzie. Rodzina przeprowadziła się do Gloucestershire w związku z Wojną Dwóch Róż. Stryj Wiliama Edward był potomkiem Lorda Berkeleya, jednym z przodków Wiliama był baron Adam de Tyndale, jeden z wasali Henryka I.

## Wykształcenie
W roku 1512 zdobył odpowiednik dzisiejszego bakalaureatu przy Uniwersytecie Oksfordzkim i w tym samym roku rozpoczął nauczanie. Egzamin magisterski zdał w roku 1515, trzy miesiące po przyjęciu święceń kapłańskich. Zdane egzaminy umożliwiły mu rozpoczęcie studiowania teologii, które jednak nie obejmowały filozoficznych studiów biblijnych.
Był uzdolnionym znawcą języków obcych. Prócz angielskiego władał biegle, w piśmie i mowie, językami francuskim, greckim, hebrajskim, niemieckim, włoskim, hiszpańskim oraz łaciną.
Po studiach w Oxfordzie udał się do Cambridge, gdzie przypuszczalnie był uczniem Erazma z Rotterdamu, którego książkę Enchiridion Militis Christiani przetłumaczył na angielski.

## Praca
Był księdzem u sir Johna Walsha w Little Sodbury i wychowawcą jego dzieci do roku ok. 1521. Jego poglądy sprawiły, że popadł w konflikt z innymi księżmi i w roku 1522 został wezwany do stawienia się przed przewodniczącym diecezji Worcester, gdzie jednak nie postawiono mu konkretnych zarzutów.
Wkrótce potem zdecydował się przetłumaczyć Biblię na język angielski. Był przekonany, że droga do Boga prowadzi poprzez jego słowo i dlatego powinno być ono dostępne dla wszystkich. W rozmowie między Tyndalem a innym wykształconym, księdzem, który stwierdził Byłoby lepiej dla nas żyć bez praw bożych, niż bez papieskich, Tyndale odparł w uniesieniu: Sprzeciwiam się papieżowi i jeśli Bóg zachowa mnie przy życiu, uczynię tak, że chłopiec przy pługu będzie znać [Biblię] lepiej, niż sam papież!

## Przekład Biblii
W roku 1523 udał się do Londynu, by uzyskać zezwolenie na przekład Biblii na angielski. Zamierzał też prosić o wsparcie biskupa Cuthberta Tunstalla, uznanego znawcy świata antycznego, o którym z uznaniem wyrażał się Erazm z Rotterdamu po tym, jak obydwaj wspólnie pracowali nad Nowym Testamentem w języku greckim. Biskup był jednak nieprzychylny poglądom Tyndala i, jak wielu innych hierarchów, był przeciwny idei przetłumaczenia Biblii na język ludu. Tunstall powiadomił Tyndale’a, że nie może udzielić mu pomocy, czy wsparcia.
Tyndale głosił nadal kazania i przez pewien czas pracował nad swoim przekładem w Londynie, wspierany przez kupca Humphreya Monmoutha.
Następnie opuścił Anglię by pod fałszywym nazwiskiem udać się w 1524 do Hamburga. W roku 1524 z pomocą mnicha Williama Roya ukończył przekład Nowego Testamentu.
Samo tłumaczenie Biblii na język narodowy było zamachem na autorytet Kościoła, ale Tyndale zadbał też o odpowiedni dobór słów. Na przykład greckie ecclesia przetłumaczył jako congregation, czyli wspólnota, zamiast użyć słowa Kościół. Podobnie postąpił ze słowem presbitero (wybrał słowo starszy, a nie ksiądz). Wielkimi obrońcami autorytetu Kościoła i papieża byli ówczesny król Anglii, Henryk VIII oraz Tomasz More, angielski pisarz i myśliciel. Poglądy Henryka VIII zweryfikowała odmowa udzielenia mu zgody na anulowanie małżeństwa przez papieża Klemensa VII. Oficjalnie swoją prośbę Henryk uzasadniał tym, że zgodnie ze Słowem Bożym nie można wziąć za żonę wdowy po swoim bracie. Tyndale poświęcił tej sprawie dzieło The Practice of Prelates, w którym dowodzi, że częściej jednak Biblia poleca ożenek z wdową po bracie.
Władze Kolonii, przeciwne ruchom reformacyjnym, uniemożliwiły w 1525 drukowanie przekładu. Dopiero rok później kompletne tłumaczenie zostało wydane przez Petera Schoeffera w Wormacji, samodzielnym mieście, które w tamtym okresie zmierzało ku protestantyzmowi. Wiele egzemplarzy zostało później wydrukowanych w Antwerpii. Przekład był potajemnie przewożony do Anglii i Szkocji, gdzie został potępiony przez Tunstalla w październiku 1526. Zabroniono jego sprzedaży, a książki były palone na stosach.
W konsekwencji kardynał Thomas Wolsey ogłosił Tyndale’a heretykiem, a po raz pierwszy oskarżenie o herezję padło w publicznym procesie w styczniu 1529. Tyndale przez pewien czas ukrywał się, przypuszczalnie w Hamburgu, gdzie kontynuował swoje dzieło. Zrewidował wcześniejsze tłumaczenie Nowego Testamentu i przystąpił do tłumaczenia Starego Testamentu, pisał też rozmaite prace.

## Proces i egzekucja
W 1535 roku Tyndale został aresztowany i przez ponad rok więziony w zamku w Vilvoorde niedaleko Brukseli. Tam też odbył się jego proces, w efekcie którego został skazany za herezję, uduszony poprzez zadzierzgnięcie, a następnie spalony na stosie.

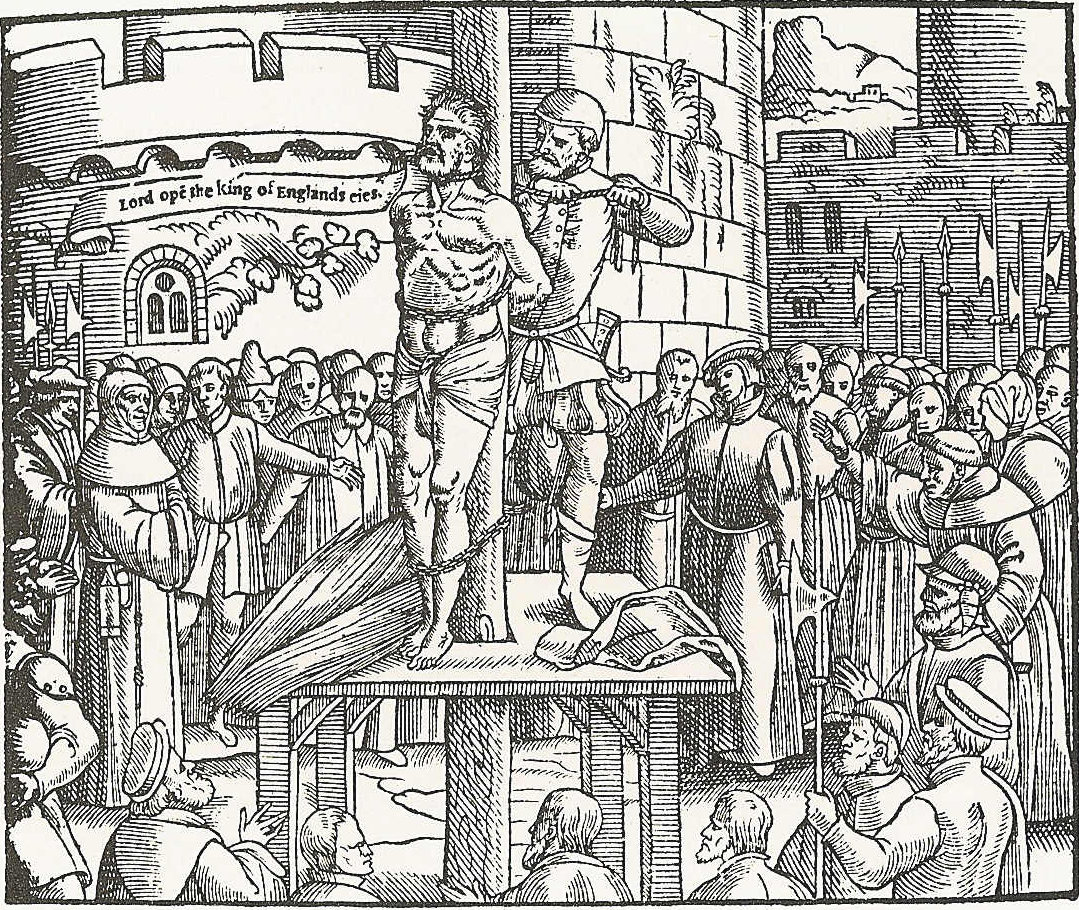
Egzekucja Williama Tyndale’a, ilustracja z Book of Martyrs Johna Foxe’a

Ostatnie słowa Tyndale’a przed egzekucją brzmiały: „Panie! Otwórz oczy królowi Anglii”.

## Spuścizna
Prócz przyczynienia się do rozprzestrzeniania reformacji, Tyndale poprzez swoje przekłady wywarł wpływ na język angielski. Przekład Biblii zwany Matthew Bible opracowany i wydany w roku 1537 przez Johna Rogersa posługującego się pseudonimem Thomas Matthew, na którego druk zezwolił król Henryk VIII jest do księgi 2 Kronik dokładną wersją przekładu Tyndale’a, a na końcu Księgi Malachiasza widnieją jego inicjały: „W.T.”. Z prac Tyndale’a czerpali tłumacze Biblii króla Jakuba, wydanej po raz pierwszy w 1611 roku, za panowania króla Jakuba I Stuarta. Według szczegółowych analiz około 75% Starego Testamentu oraz 84% tekstu Nowego Testamentu Biblii króla Jakuba zachowuje brzmienie wcześniejszego przekładu Williama Tyndale’a. Tyndale nie został wymieniony jako współautor.
Tyndale jest autorem wielu słów używanych do dziś w przekładach Biblii; przykładowo:
- Jehovah,
- Passover (przekład żydowskiego święta Pesach),
- Atonement (at + onement; „pojednanie”) i
- scapegoat (kozioł ofiarny).

Stworzył też liczne frazy, które funkcjonują jako idiomy we współczesnym języku angielskim. Kilka przykładów:
- let there be light
- the powers that be
- my brother’s keeper
- the salt of the earth
- a law unto themselves
- filthy lucre
- it came to pass
- gave up the ghost
- the signs of the times
- the spirit is willing
- live and move and have our being
- fight the good fight